# ابو مادی
ابو مادی (انگلیسی: Abu Madi) یک مکان از پیشاتاریخ، دوران نوسنگی باستان‌شناسی، مصر است. در شرق دیر کاترین و در پایین یک صخره سنگ خارا قرار گرفته‌است. این محل در اوایل دهه ۱۹۸۰ کشف شد.